# Tetragonochora bimaculata
Tetragonochora bimaculata är en stekelart som först beskrevs av Maximilian Spinola 1851.  Tetragonochora bimaculata ingår i släktet Tetragonochora och familjen brokparasitsteklar. Inga underarter finns listade i Catalogue of Life.